# Pedregal Alto
Pedregal Alto es un pueblo peruano ubicado en el distrito de Tambogrande, perteneciente a la provincia y departamento de Piura, al norte del Perú. 

## Ubicación
Pedregal Alto se ubica al norte de la provincia de Piura, en el distrito de Tambogrande, en el departamento de Piura.

## Demografía
En 2017 Pedregal Alto tenía una población de 1093 habitantes.
| Gráfica de evolución demográfica de Pedregal Alto entre 1993 y 2017 |
|                                                                     |
| Fuentes: Población 1993 y 2017                                      |